# Saison 3 de Grey's Anatomy
Chronologie
Saison 2 Saison 4
La saison 3 de la série télévisée Grey's Anatomy débute en septembre 2006 et s'achève en mai 2007 sur le réseau américain ABC, avec un total de 25 épisodes.

## Généralités
Diffusée les dimanches à 22 h pour les deux premières saisons, la série est déplacée au jeudi à 21 h, faisant compétition à la série Les Experts sur CBS.
Au Canada, le réseau CTV a diffusé Grey's les jeudis à 20 h afin de diffuser Les Experts en simultané.

## Intrigues
C’est la dernière année d’internat pour Meredith, Christina, Izzie, Alex et George qui devront tout mettre en œuvre pour réussir leur examen pour devenir des Résidents à la rentrée prochaine. Mais l’année s’annonce compliquée pour nos jeunes internes. Bouleversée par un événement tragique, Izzie prend une décision qui pourrait bien compromettre son avenir de médecin. Pendant ce temps, Meredith se trouve tiraillée entre Derek et Finn, alors que Cristina continue de protéger Burke en l’aidant à dissimuler la vérité sur les tremblements de sa main. L’arrivée de Mark Sloan, un nouveau médecin, pourrait bien quant à elle venir bousculer la vie du Seattle Grace Hospital.

## Distribution

### Acteurs principaux
- Ellen Pompeo (VF : Céline Mauge) : Dr Meredith Grey (25/25)
- Sandra Oh (VF : Yumi Fujimori) : Dr Cristina Yang (25/25)
- Katherine Heigl (VF : Charlotte Marin) : Dr Izzie Stevens (25/25)
- Justin Chambers (VF : Sébastien Desjours) : Dr Alex Karev (25/25)
- T.R. Knight (VF : Thierry Wermuth)  : Dr George O'Malley (25/25)
- Chandra Wilson (VF : Zaïra Benbadis) : Dr Miranda Bailey (25/25)
- James Pickens, Jr. (VF : Saïd Amadis) : Dr Richard Webber (25/25)
- Kate Walsh (VF : Anne Deleuze) : Dr Addison Montgomery (25/25)
- Sara Ramirez (VF : Edwige Lemoine) : Dr Callie Torres (25/25)
- Eric Dane (VF : Renaud Marx) : Dr Mark Sloan[3] (à partir de l'épisode 3) (23/25)
- Isaiah Washington (VF : Jean-Paul Pitolin) : Dr Preston Burke (25/25)
- Patrick Dempsey (VF : Damien Boisseau) : Dr Derek Shepherd (25/25)

### Acteurs récurrents et invités
- Loretta Devine (VF : Monique Thierry) : Adele Webber
- Chris O'Donnell (VF : Jean-Philippe Puymartin) : Dr Finn Dandridge (4 épisodes)
- Abigail Breslin : Megan Clover[4] (épisode 3)
- Shohreh Aghdashloo : Dr Helen Crawford[5] (épisode 18)
- Hector Elizondo (VF : François Jaubert) : Carlos Torres[6] (épisode 19)
- Taye Diggs (VF : Bruno Dubernat) : Dr Sam Bennett[6] (épisodes 22 et 23)
- Chyler Leigh (VF : Véronique Desmadryl) : Lexie Grey (épisodes 24 et 25)
- Kali Rocha (VF : Brigitte Aubry) : Dr Sydney Heron (épisodes 7, 15, 16, 17 et 21)

## Épisodes

### Épisode 1:Avec le temps...
- États-Unis /  Canada : 21 septembre 2006 sur ABC[7] / CTV
- Belgique : 20 mai 2007 sur RTL-TVi
- France : 22 mai 2007 sur TF1
- Québec : 22 septembre 2007 sur Radio-Canada

- États-Unis : 25,41 millions de téléspectateurs
- Canada : 1,983 million de téléspectateurs[8]
- France : 6,235 millions de téléspectateurs (25,5 %)

- Chris O'Donnell (Dr Finn Dandridge)
- Kate Burton (Dr Ellis Grey)
- Loretta Devine (Adele)
- Steven W. Bailey (Joe)
- Jessica Tuck (Shannon's Mom)
- Sarah Utterback (Olivia)
- Joanie Fox (Sara's Mom)
- Mia Wesley (Karen's Mom)
- Pepper Sweeney (Lisa's Dad)
- Robin Pearson Rose (Patricia)

### Épisode 2:L'Union sacrée
- États-Unis /  Canada : 28 septembre 2006 sur ABC / CTV
- Belgique : 20 mai 2007 sur RTL-TVi
- France : 22 mai 2007 sur TF1
- Québec : 29 septembre 2007 sur Radio-Canada

- États-Unis : 23,48 millions de téléspectateurs
- Canada : 1,814 million de téléspectateurs[9]

- Chris O'Donnell (Dr Finn Dandridge)
- Diahann Carroll (Jane Burke)
- Richard Roundtree (Donald Burke)
- Roxanne Hart (Dana Seabury)
- Peter Paige (Benjamin O'Leary)
- Steven W. Bailey (Joe)
- Elizabeth Sampson (Ruth O'Leary)
- Javier Grajeda (Jeffrey Hernandez)

### Épisode 3:À pile ou face
- États-Unis /  Canada : 5 octobre 2006 sur ABC / CTV
- Belgique : 20 mai 2007 sur RTL-TVi
- France : 22 mai 2007 sur TF1
- Québec : 6 octobre 2007 sur Radio-Canada

- États-Unis : 22,8 millions de téléspectateurs
- Canada : 1,948 million de téléspectateurs[10]

- Chris O'Donnell (Dr Finn Dandridge)
- Abigail Breslin (Megan)

### Épisode 4:Maux de cœur
- États-Unis /  Canada : 12 octobre 2006 sur ABC / CTV
- Belgique : 27 mai 2007 sur RTL-TVi
- France : 29 mai 2007 sur TF1
- Québec : 13 octobre 2007 sur Radio-Canada

- États-Unis : 22,88 millions de téléspectateurs
- Canada : 2,1 millions de téléspectateurs[11]
- France : 6,858 millions de téléspectateurs (26,9 %)

- Chris O'Donnell (Dr Finn Dandridge)
- Fred Ward (Denny Sr.)
- Stephanie Faracy (Susan Sullivan)
- Tina Holmes (Rebecca Bloom)
- Alan Blumenfeld (Shawn Sullivan)
- Steven W. Bailey (Joe)
- Jeff Rubino (Jeff Bloom)
- Paula Weston Solano (OB nurse)

### Épisode 5:Tous coupables!
- États-Unis /  Canada : 19 octobre 2006 sur ABC / CTV
- Belgique : 27 mai 2007 sur RTL-TVi
- France : 29 mai 2007 sur TF1
- Québec : 20 octobre 2007 sur Radio-Canada

- États-Unis : 22,05 millions de téléspectateurs
- Canada : 2,025 millions de téléspectateurs[12]
- France : 6,688 millions de téléspectateurs (26,5 %)

- Faith Prince (Sonja Kellman)
- Arye Gross (Adam Morris)
- Justina Machado (Diana Niles)
- Chris Conner (Jason Niles)
- Margo Harshman (Jennifer)
- Todd Babcock (Dr Savoy)
- Moe Irvin (Nurse Tyler)
- Kate Anthony (Nurse Kate)
- Karl T. Wright (mediator)
- Libby Barnes (Dr no. 1)
- Tom Ormeny (Dr no. 2)

### Épisode 6:Sous surveillance
- États-Unis /  Canada : 2 novembre 2006 sur ABC / CTV
- Belgique : 27 mai 2007 sur RTL-TVi
- France : 29 mai 2007 sur TF1
- Québec : 27 octobre 2007 sur Radio-Canada

- États-Unis : 21,02 millions de téléspectateurs
- Canada : 1,772 million de téléspectateurs[13]
- France : 7,142 millions de téléspectateurs (40,5 %)

- Jillian Bach (Gretchen)
- Edwin Hodge (Greg)
- Liza Lapira (Noelle)
- Francesca P. Roberts (Estelle)
- Embeth Davidtz (Nancy)
- Patricia Bethune (Nurse Ginger)
- Moe Irvin (Nurse Tyler)
- Jeremy Rabb (resident #1)
- Yvette Cruise (scrub nurse)
- Martin Yu (resident #2)
- Paula Weston Solano (OB nurse)
- Jack Axelrod (really old guy)

### Épisode 7:Une affaire d'hommes
- États-Unis /  Canada : 9 novembre 2006 sur ABC / CTV
- Belgique : 3 juin 2007 sur RTL-TVi
- France : 5 juin 2007 sur TF1
- Québec : 3 novembre 2007 sur Radio-Canada

- États-Unis : 20,67 millions de téléspectateurs
- Canada : 1,738 million de téléspectateurs[14]
- France : 6,575 millions de téléspectateurs (26,2 %)

- George Dzundza (Mr O'Malley)
- Moe Irvin (Infirmier Christian Tyler)
- Steven W. Bailey (Joe)
- Kali Rocha (Dr Sydney Heron)
- Clare Carey (Vicky)
- Jack Yang (Walter)
- Alexandra Holden (Jamie Carr)
- Alexandra Billings (Donna Gibson)
- Jim Parrack (Ted Carr)

### Épisode 8:Épanouis et rayonnants
- États-Unis /  Canada : 16 novembre 2006 sur ABC / CTV
- Belgique : 3 juin 2007 sur RTL-TVi
- France : 5 juin 2007 sur TF1
- Québec : 10 novembre 2007 sur Radio-Canada

- États-Unis : 20,96 millions de téléspectateurs
- Canada : 1,939 million de téléspectateurs[15]
- France : 6,575 millions de téléspectateurs (26,7 %)

- George Dzundza (Harold O'Malley)
- Steven W. Bailey (Joe)
- Kate Burton (Dr Ellis Grey)
- Matt Winston (Franck Jeffries)
- Tim Griffin (Ronny O'Malley)
- Myndy Crist (La mère de Mia)
- Annie Campbell (Anna)
- Greg Pitts (Jerry O'Malley)
- Martin Yu (Un résident)
- Brooke Bryan (Mia)

### Épisode 9:Trahisons
- États-Unis /  Canada : 23 novembre 2006 sur ABC / CTV
- Belgique : 3 juin 2007 sur RTL-TVi
- France : 5 juin 2007 sur TF1
- Québec : 17 novembre 2007 sur Radio-Canada

- États-Unis : 18,51 millions de téléspectateurs
- Canada : 1,912 million de téléspectateurs[16]
- France : 7,085 millions de téléspectateurs (42,7 %)

- George Dzundza (Harold O'Malley)
- Brooke Smith (Dr Erica Hahn)
- Debra Monk (Louise O'Malley, la mère de George)
- Lois Smith (Mrs. Dickinson)
- Emy Coligado (Janelle Duco)
- Kate Anthony (Infirmière Kate)
- Linda Klein (Linda)

### Épisode 10:Affaires de famille
- États-Unis /  Canada : 30 novembre 2006 sur ABC / CTV
- Belgique : 5 juin 2007 sur RTL-TVi
- France : 12 juin 2007 sur TF1
- Québec : 24 novembre 2007 sur Radio-Canada

- États-Unis : 24,01 millions de téléspectateurs
- Canada : 1,677 million de téléspectateurs[17]
- France : 6,2 millions de téléspectateurs (25,3 %)

- George Dzundza (Harold O'Malley)
- Brooke Smith (Dr Erica Hahn)
- Debra Monk (Mrs Louise O'Malley)
- Jennifer Aspen (Elena)
- Greg Pitts (Jerry O'Malley)
- Tim Griffin (Ronny O'Malley)
- Mandy Siegfried (Molly Thompson)
- Jason Sklar (Jake Weitzman)
- Randy Sklar (Peter Weitzman)
- Mare Winningham (Susan Grey)
- Kate Burton (Dr Ellis Grey)
- Jack Axelrod (really old guy)
- Linda Klein (Linda)

### Épisode 11:La Loi du silence (1/2)
- États-Unis /  Canada : 11 janvier 2007 sur ABC / CTV
- Belgique : 5 juin 2007 sur RTL-TVi
- France : 12 juin 2007 sur TF1
- Québec : 1er décembre 2007 sur Radio-Canada

- États-Unis : 23,03 millions de téléspectateurs
- Canada : 1,891 million de téléspectateurs[18]
- France : 6,462 millions de téléspectateurs (26,2 %)

- George Dzundza (Harold O'Malley)
- Jeff Perry (Thatcher Grey)
- Mandy Siegfried (Molly Grey-Thompson)
- Debra Monk (Louise O'Malley)
- Greg Pitts (Jerry O'Malley)
- Tim Griffin (Ronny O'Malley)
- Mae Whitman (Heather Douglas)
- Judith Hoag (Rhada Douglas)
- Steven W. Bailey (Joe)
- Sarah Utterback (L'infirmière Olivia)
- Moe Irvin (Infirmier Christian Tyler)
- Rhomeyn Johnson (Le Manager)
- Jake Mailey (Oncle Jim)
- Michael James Thompson (Cousin Joe)

### Épisode 12:La Loi du silence (2/2)
- États-Unis /  Canada : 18 janvier 2007 sur ABC / CTV
- Belgique : 5 juin 2007 sur RTL-TVi
- France : 12 juin 2007 sur TF1
- Québec : 8 décembre 2007 sur Radio-Canada

- États-Unis : 21,94 millions de téléspectateurs
- France : 7,142 millions de téléspectateurs (38,3 %)

- George Dzundza (Harold O'Malley)
- Jeff Perry (Thatcher Grey)
- Debra Monk (Louise O'Malley)
- Greg Pitts (Jerry O'Malley)
- Tim Griffin (Ronny O'Malley)
- Mae Whitman (Heather Douglas)
- Judith Hoag (Rhada Douglas)
- Moe Irvin (Infirmier Christian Tyler)
- Patricia Bethune (L'infirmière Ginger)

### Épisode 13:Sexe, Concurrence et Charité
- États-Unis /  Canada : 25 janvier 2007 sur ABC / CTV
- Belgique : sur RTL-TVi
- France : 19 juin 2007 sur TF1
- Québec : janvier 2008 sur Radio-Canada

- États-Unis : 21,5 millions de téléspectateurs

- Loretta Devine (Adele Webber)
- Rachel Boston (Rachel)
- Jessica Stroup (Jillian Miller)
- Joe Holt (Steve)
- Michael P. Byrne (Mr. Miller)
- Kathleen Mary Carthy (Mrs. Miller)

### Épisode 14:L'Empoisonneuse
- États-Unis /  Canada : 1er février 2007 sur ABC / CTV
- France : 19 juin 2007 sur TF1

- États-Unis : 24,18 millions de téléspectateurs

- Kate Burton (Dr Ellis Grey)
- Sarah Utterback (Olivia Harper)

### Épisode 15:Tous sur le pont
- États-Unis /  Canada : 8 février 2007 sur ABC / CTV
- France : 19 juin 2007 sur TF1

- États-Unis : 25,2 millions de téléspectateurs

- Elizabeth Reaser (patient Jane Doe)
- Kali Rocha (Dr Sydney Heron)
- Madison Leisle (Lisa the child)
- Billy Mayo (Rick)
- Paul Perri (Bo)
- Jeffrey Markle (Greg)
- Kelly Wolf (Mrs. Heit)
- Pete Flynn (paramedic #1)
- John Cappon (paramedic #2)
- Kim Delgado (search and rescue guy #1)
- Terry Woodberry (police officer)
- Danielle Kennedy (angry woman)
- Brian Chenoweth (scared guy)
- Paul Norwood (scared guy #2)
- Nicole Cummins (paramedic #4)
- Linda Klein (scrub nurse Linda)
- Preston James Hillier (cop)
- Yvans Jourdain (businessman)
- Terrance Christopher Jones (paramedic #7)
- Kate Burton (Dr Ellis Grey)

### Épisode 16:Disparitions
- États-Unis /  Canada : 15 février 2007 sur ABC / CTV
- France : 26 juin 2007 sur TF1

- États-Unis : 25,76 millions de téléspectateurs
- Canada : 2,306 millions de téléspectateurs[19]

- Elizabeth Reaser (Jane Doe)
- Kali Rocha (Dr Sydney Heron)
- Dean Norris (Vince)
- Kelly Wolf (Mrs. Heit)
- Paul Perri (Bo)
- Jeffrey Dean Morgan (Denny)
- Kyle Chandler (Dylan)

### Épisode 17:Entre deux mondes
- États-Unis /  Canada : 22 février 2007 sur ABC / CTV
- France : 26 juin 2007 sur TF1

- États-Unis : 27,39 millions de téléspectateurs

- Jeffrey Dean Morgan (Denny)
- Kyle Chandler (Dylan)
- Elizabeth Reaser (Jane Doe)
- Anna Maria Horsford (Liz Fallon)
- Monica Keena (Bonnie)
- Kali Rocha (Dr Sydney Heron)
- Steven W. Bailey (Joe)
- Sarah Utterback (Nurse Olivia)
- Kate Burton (Dr Ellis Grey)

### Épisode 18:Le Combat des chefs
- États-Unis /  Canada : 15 mars 2007 sur ABC / CTV
- France : 26 juin 2007 sur TF1

- États-Unis : 22,68 millions de téléspectateurs
- Canada : 2,7 millions de téléspectateurs[20]

- Shohreh Aghdashloo (Helen Crawford)
- Elizabeth Reaser (Jane Doe)
- Jeff Perry (Thatcher Grey)
- Roger Rees (Dr Colin Marlow)
- James Gammon (Lewis Scofield)
- Mare Winningham (Susan Grey, belle-mère de Meredith)
- Rob Narita (anesthesiologist)

### Épisode 19:Plan B
- États-Unis /  Canada : 22 mars 2007 sur ABC / CTV
- France : 3 juillet 2007 sur TF1

- États-Unis : 22,3 millions de téléspectateurs
- France : 8,1 millions de téléspectateurs (31,4 % de part d'audience)

- Elizabeth Reaser (Jane Doe)
- Michael Boatman (Doug Kendry)
- Roger Rees (Colin Marlow)
- Catherine Dent (Cathy Rogerson)
- Elisabeth Moss (Nina Rogerson)
- Hector Elizondo (Mr. Torres)
- Judi Barton (board member)

### Épisode 20:Passé pas simple
- États-Unis /  Canada : 19 avril 2007 sur ABC / CTV
- France : 3 juillet 2007 sur TF1

- États-Unis : 21,12 millions de téléspectateurs
- France : 7,8 millions de téléspectateurs (30,5 % de part d'audience)

- Elizabeth Reaser (Jane Doe)
- Roger Rees (Colin Marlow)
- Dee Wallace (Joan Waring)
- Brent Jennings (Charles)
- Suzanne Cryer (Caroline Klein)
- Tim Hopper (Dustin Klein)
- Marc Vann (hematologist)
- Steven W. Bailey (Joe)
- Mare Winningham (Susan Grey)

### Épisode 21:Désirs et Frustrations
- États-Unis /  Canada : 26 avril 2007 sur ABC / CTV
- France : 3 juillet 2007 sur TF1

- États-Unis : 20,08 millions de téléspectateurs
- France : 8,2 millions de téléspectateurs (42,5 % de part d'audience)

- Elizabeth Reaser (Jane Doe)
- Kali Rocha (Dr Sydney Heron)
- Mitch Pileggi (Larry Jennings)
- Mary-Margaret Humes (Nancy Jennings)
- Rowena King (Celeste Newman)
- Ramon De Ocampo (James Benton)
- Stewart Skelton (Dr Fischer)

### Épisode 22:La Vie rêvée...
- États-Unis /  Canada : 3 mai 2007 sur ABC / CTV
- France : 10 juillet 2007 sur TF1

- États-Unis : 21,23 millions de téléspectateurs

- Elizabeth Reaser (Ava)
- Tsai Chin (la mère de Cristina)
- Diahann Carroll (Jane Burke)
- Bellamy Young (Kathy)
- Mare Winningham (Susan Grey)
- Paul Adelstein (Dr Cooper Freedman)
- Amy Brenneman (Dr Violet Turner)
- Tim Daly (Dr Pete Wilder)
- Taye Diggs (Dr Sam Bennett)
- Merrin Dungey (Dr Naomi Bennett)
- Chris Lowell (William 'Dell' Parker)

Cet épisode ainsi que le suivant diffusés le même soir, introduisent la distribution de la série spin-off Private Practice.

### Épisode 23:... Des autres
- États-Unis /  Canada : 3 mai 2007 sur ABC / CTV
- France : 10 juillet 2007 sur TF1

- États-Unis : 21,23 millions de téléspectateurs

- Mare Winningham (Susan Grey)
- Jeff Perry (Thatcher Grey)
- Tsai Chin (la mère de Cristina)
- Diahann Carroll (Jane Burke)
- Elizabeth Reaser (Ava)
- Bellamy Young (Kathy)
- Paul Adelstein (Dr Cooper Freedman)
- Amy Brenneman (Dr Violet Turner)
- Tim Daly (Dr Pete Wilder)
- Taye Diggs (Dr Sam Bennett)
- Merrin Dungey (Dr Naomi Bennett)
- Chris Lowell (William 'Dell' Parker)

### Épisode 24:Sur la corde raide
- États-Unis /  Canada : 10 mai 2007 sur ABC / CTV
- France : 17 juillet 2007 sur TF1

- États-Unis : 19,58 millions de téléspectateurs

- Loretta Devine (Adele Webber)
- Elizabeth Reaser (Ava/Jane Doe)
- Chyler Leigh (Lexie Grey)
- Jeff Perry (Thatcher Grey)

- Le titre "Testing 1-2-3" est une chanson du groupe de rock Barenaked Ladies sortie en 2003.
- Première apparition de Lexie Grey (Chyler Leigh).

### Épisode 25:Le bonheur était presque parfait
- États-Unis /  Canada : 17 mai 2007 sur ABC / CTV
- France : 17 juillet 2007 sur TF1

- États-Unis : 22,57 millions de téléspectateurs
- Canada : 1,803 million de téléspectateurs[21]

- Diahann Carroll (Jane Burke)
- Loretta Devine (Adele Webber)
- Elizabeth Reaser (Ava/Rebecca Pope)
- Chyler Leigh (Lexie Grey)

## Audiences aux États-Unis
| N° Épisode | Titre français                   | Titre original                       | Chaîne | Date de diffusion originale | États-Unis (en millions de téléspectateurs) | Pdm sur les 18-49 ans |
| ---------- | -------------------------------- | ------------------------------------ | ------ | --------------------------- | ------------------------------------------- | --------------------- |
| 1          | Avec le temps...                 | Time Has Come Today                  | ABC    | 21 septembre 2006           | 25,41                                       | 9,0                   |
| 2          | L'union sacrée                   | I Am a Tree                          | ABC    | 28 septembre 2006           | 23,48                                       |                       |
| 3          | À pile ou face                   | Sometimes a Fantasy                  | ABC    | 5 octobre 2006              | 22,80                                       | 8,0                   |
| 4          | Maux de cœur                     | What I Am                            | ABC    | 12 octobre 2006             | 22,80                                       | 8,1                   |
| 5          | Tous coupables !                 | Oh, the Guilt                        | ABC    | 19 octobre 2006             | 22,05                                       | 7,8                   |
| 6          | Sous surveillance                | Let The Angels Commit                | ABC    | 2 novembre 2006             | 21,02                                       | 7,4                   |
| 7          | Une affaire d'hommes             | Where The Boys Are                   | ABC    | 9 novembre 2006             | 20,65                                       | 7,3                   |
| 8          | Épanouis et rayonnants           | Staring at the Sun                   | ABC    | 16 novembre 2006            | 20,92                                       | 7,4                   |
| 9          | Trahisons                        | From A Whisper to a Scream           | ABC    | 23 novembre 2006            | 18,51                                       | 6,5                   |
| 10         | Affaires de famille              | Don't Stand So Close to Me           | ABC    | 30 novembre 2006            | 24,01                                       | 8,5                   |
| 11         | La loi du silence (1/2)          | Six Days (Part 1)                    | ABC    | 11 janvier 2007             | 23,03                                       | 8,1                   |
| 12         | La loi du silence (2/2)          | Six Days (Part 2)                    | ABC    | 18 janvier 2007             | 21,94                                       | 7,7                   |
| 13         | Sexe, concurrence et charité     | Great Expectations                   | ABC    | 25 janvier 2007             | 21,50                                       | 7,6                   |
| 14         | L'Empoisonneuse                  | Wishin' and Hopin                    | ABC    | 1er février 2007            | 24,18                                       | 8,5                   |
| 15         | Tous sur le pont                 | Walk On Water                        | ABC    | 8 février 2007              | 25,20                                       | 8,9                   |
| 16         | Disparitions                     | Drowning on Dry Land                 | ABC    | 15 février 2007             | 25,76                                       | 9,1                   |
| 17         | Entre deux mondes                | Some Kind of Miracle                 | ABC    | 22 février 2007             | 27,39                                       | 9,7                   |
| 18         | Le Combat des chefs              | Scars and Souvenirs                  | ABC    | 15 mars 2007                | 22,68                                       | 8,0                   |
| 19         | Plan B                           | My Favorite Mistake                  | ABC    | 22 mars 2007                | 22,30                                       | 7,9                   |
| 20         | Passé pas simple                 | Time After Time                      | ABC    | 19 avril 2007               | 21,12                                       | 7,5                   |
| 21         | Désirs et frustrations           | Desire                               | ABC    | 26 avril 2007               | 20,08                                       | 7,1                   |
| 22         | La vie rêvée...                  | The Other Side of This Life (Part 1) | ABC    | 3 mai 2007                  | 21,23                                       | 7,5                   |
| 23         | ... Des autres                   | The Other Side of This Life (Part 2) | ABC    | 3 mai 2007                  | 21,23                                       | 7,6                   |
| 24         | Sur la corde raide               | Testing 1-2-3                        | ABC    | 10 mai 2007                 | 19,58                                       | 6,9                   |
| 25         | Le bonheur était presque parfait | Didn't We Almost Have It All ?       | ABC    | 17 mai 2007                 | 22,57                                       | 8,0                   |